# Александру Јоан Куза (Јаши)
Александру Јоан Куза (рум. Alexandru Ioan Cuza) насеље је у Румунији у округу Јаши. Oпштина се налази на надморској висини од 203 m.

## Становништво
Према подацима из 2011. године у насељу је живело 2951 становника.